# Port lotniczy Króla Mswatiego III
Port lotniczy Króla Mswatiego III (ang. King Mswati III International Airport, KMIII International Airport; pierwotnie: Port lotniczy Sikhuphe, ang. Sikhuphe International Airport; kod IATA: SHO, kod ICAO: FDSK) – port lotniczy w Eswatini (dawniej Suazi) oddany do użytku w 2014 roku, znajdujący się w Sikhuphe koło Mpaki, w Dystrykcie Lubombo we wschodniej części kraju.

## Historia
Budowa portu lotniczego Sikhuphe rozpoczęła się w 2003 roku z inicjatywy króla Mswatiego III i pochłonęła 280 mln dolarów, co w 2012 roku stanowiło aż 10% PKB Suazi. Projekt kwotą 22 mln USD wsparł rząd Republiki Chińskiej (Tajwanu), z którą Eswatini utrzymuje stosunki dyplomatyczne. Nowe lotnisko było jednym z elementów planu milenijnego władcy o łącznej wartości ok. 1 mld USD, mającego na celu zwiększenie potencjału turystycznego i inwestycyjnego kraju.
Inwestycja planowo miała się zakończyć w marcu 2010 roku, jednak ostatecznie port lotniczy został uroczyście oddany do użytku 7 marca 2014 roku, pomimo braku licencji IATA. W tym samym dniu lotnisko otrzymało nazwę King Mswati III International Airport ku czci będącego władcą absolutnym króla Eswatini.
Port lotniczy znajduje się w odległości ok. 50 km od Manzini, największego miasta kraju, oraz ok. 70 km od stolicy Eswatini, Mbabane. 30 września 2014 roku nowe lotnisko rozpoczęło swoje funkcjonowanie, zastępując port lotniczy Matsapha koło Manzini jako międzynarodowy port lotniczy tego kraju. Operatorem lotniska jest Eswatini Civil Aviation Authority.

## Krytyka
Budowa nowego portu lotniczego spotkała się z krytyką ze względu na znaczące oddalenie nowego lotniska od miasta Manzini stanowiącego centrum gospodarcze kraju, konieczność przesiedlenia mieszkańców wioski Sikhuphe, brak uzasadnienia ekonomicznego dla nowej inwestycji oraz jej szkodliwy wpływ na środowisko, zwłaszcza pobliskiego Królewskiego Parku Narodowego Hlane.

## Dane techniczne
Powierzchnia portu lotniczego wynosi 3591 ha. Lotnisko obejmuje wykonany z asfaltu pas startowy 02-20 o długości 3580 m i szerokości 45 m. Terminal pasażerski o wielkości 6500 m² może obsłużyć do 300 pasażerów w ciągu godziny. Przed nim znajduje się parking na 200 samochodów, 12 taksówek i 6 autokarów. Lotnisko posiada również terminal cargo o powierzchni ok. 1 000 m², mieszczący pocztę, depozyt, chłodnie i magazyny.

## Linie lotnicze i połączenia
| Linia Lotnicza | Kierunek                                        |
| -------------- | ----------------------------------------------- |
| Airlink        | 1. Johannesburg                                 |
| Eswatini Air   | 1. Kapsztad 2. Durban 3. Harare 4. Johannesburg |